# Рэйман (персонаж)
Рэйман (англ. Rayman, неофиц. Рейман, Рэймэн) — главный герой серии компьютерных игр Rayman, ранний талисман Ubisoft. По стилистике он весьма необычный персонаж: его тело левитирует в воздухе, ноги и руки отдельны от тела. Дебютировал в 1995 году в игре Rayman, вышедшей на Atari Jaguar, PlayStation, Sega Saturn и MS-DOS, где был вынужден защищать свой дом от злодея мистера Дарка (англ. Mr. Dark). Позже Рэйман появился в игре Rayman 2: The Great Escape (1999), в которой он должен был спасти Перекрёсток Грёз от разорения космическими пиратами. Потом в Rayman 3: Hoodlum Havoc (2003) он сражался с Андрэ, Чёрным злумом с амбициями. В 2005 году Рэйман появился в последней игре серии, относящейся ко вселенной Перекрёстка, — Rayman: Hoodlums' Revenge, в котором Глобокса, друга Рэймана, подчинили злумы, одержимые местью.
Кроме оригинальной серии, Рэйман появляется в играх Rayman Gold, Rayman Forever, Rayman M, Rayman Rush, Rayman Arena, Rayman Raving Rabbids, Rayman Raving Rabbids 2, Rayman Raving Rabbids TV Party, а также в анимационном сериале Rayman: The Animated Series.

## Внешний вид
Рэймана, как правило, можно видеть в белых перчатках, красном капюшоне, фиолетовой майке с белым кольцом на груди и жёлтых кроссовках. Кольцо является символом его магической силы: всякий раз, когда он получает новую способность, оно светится; в Rayman 2 белое кольцо также открывает катакомбы с масками. У него большие нос и глаза, цвет его кожи отдаёт мягкой желтизной, его волосы почти того же цвета, чуть темнее.

Внешность Рэймана в Rayman 3: Hoodlum Havoc

Начиная с третьей части, в связи со значительным техническим прогрессом, облик персонажа претерпел большие изменения, включая повышение детализации. Волосы стали лохматыми, фиолетовая рубашка и красный платок соединились и стали одной курткой с капюшоном и со шнурками, кроссовки лишились белых вставок, но вместо этого появились стилизованные каблуки с красными полукругами. В итоге Рэйман также визуально повзрослел.
Военные робы в Rayman 3, кроме предоставления новых возможностей, полностью преображают одежду героя. Игроки могут одеть Рэймана в разные комбинации одежды в Rayman Raving Rabbids.

## Способности
С самой первой части уже были сформированы основные способности Рэймана:
- Чёлка способна в нужный момент начать вращаться как пропеллер, тем самым позволяя Рэйману безопасно спуститься на землю с любой высоты.
- Рэйман может далеко отбросить свои кулаки, и бить ими врагов с расстояния.
- Все отдельные части тела способны выжить друг без друга.

Во второй части таинственная Фея Ли подарила Рэйману способность швыряться не кулаками, а энергетическими шарами. Чуть позднее Рэйман получает возможность увеличивать силу снаряда, держа шар длительное время в руке. В Rayman 3 он может контролировать величину силы шаров, постепенно прибавляя скорость к крутящейся ладони.
В третьей части нам показали, как Рэйман, будучи временно лишённым рук, дерётся только ногами. Если поднять специальный бонус, который способен уменьшать Рэймана до крохотных размеров и усаживать в его кроссовку, как в машину, включается аркадная мини-игра, в которой надо догонять и пинать другой свой ботинок, используя ускорение, пока у него не кончится «жизнь», дабы получить другой бонус и вернуть свой обычный рост. Кроме этих возможностей, в Rayman 3 появились военные робы, созданные злумами, дающие Рэйману весьма специфичные способности, например, портативные зубцы, прикреплённые к кастету, цепляющиеся за крючки, полноценные механические винты, позволяющие Рэйману подняться в воздух, и т. п. Сила Лептиса, даваемая во второй половине игры, превращает злумов в Красных Лумов, восстанавливающих очки здоровья. Под водой Рэйман плавает с помощью своих волос, вращая ими как гребным винтом. Интересно, что в Rayman 2 он гребёт руками и не может обходиться без воздуха под водой, а уже в следующей игре функция постоянного набора воздуха была упразднена.
В серии Rayman Raving Rabbids Рэйман не умеет стрелять энергетическими шарами, но может быть вооружён вантузомётом, способным, кроме расстреливания вантузами, также захватывать близстоящих врагов — бешеных кроликов. В мини-играх он, управляя бородавочником (огромным кабаном), участвует в гонках, танцует на сцене, бежит дистанцию на время и выполняет абсурдные задания кроликов.

## Биография
Не так много известно о прошлом Рэймана. Предположительно, он был найден рыбаками на берегу Моря Люмов (англ. Sea of Lums). В Rayman 2 эта идея получила дальнейшее развитие, когда ему становится известно, что он — единственное живое существо в мире, которого не сотворил Полокус, а также единственный, кто может преобразовать Серебряные Лумы фей в энергетические шары. Полокус предположил (в игре), что Рэйман на самом деле может быть избранным богами всех миров, предназначенного для борьбы со злом. Несмотря на это, Рэйман не позволил себе ослабить его взгляды на жизнь и продолжает быть оптимистичным и весьма энергичным.
Между первой и остальными частями прослеживается одно несоответствие — в Rayman мир сохраняется в балансе благодаря Великому Протуну (англ. Great Protoon), а в последующих частях — уже благодаря Сердцу Мира, охраняющий более реалистичный от первого мир Полокуса. Возможно, первая игра в серии происходит в совершенно другом мире (однако, в дальнейших частях эта теория была опровергнута, и мир Рэймана из Rayman 1 и Перекрёсток Грёз всё же оказались одним и тем же Игровым Миром).
На протяжении всех своих приключений Рэйман накопил большое число союзников. К ним относятся неуклюжий Глобокс, летающий помощник Мёрфи, многочисленные Малютки (англ. Teensies) и мистическая Фея Ли, которая странным образом не наблюдалась со времён Rayman 2, за исключением портативного спин-оффа.

## Критика
Мишель Ансель удостоен Ордена литературы и искусств французского правительства за создание франчайза Рэймана.